# Alpheus cedrici
La gamba neozelandesa (Alpheus cedrici) es una especie de gamba de la familia Alpheidae, orden Decapoda. Es una gamba omnívora, que ordinariamente se alimenta de parásitos, tejidos muertos, peces pequeños, almejas y copépodos. Presenta pinzas asimétricas al igual que la especie Alpheus macrocheles, siendo una de ellas más grande que la otra, con objeto de producir un potente chasquido que utilizan como método de caza. Algunas gambas de esta especie mantienen relaciones simbióticas con gobios.[cita requerida]

## Morfología
Esta gamba tiene la misma coloración que las especies Lysmata amboinensis, Lysmata debelius, Alpheus macrocheles y Alpheus digitalis, color rojo.[cita requerida]

## Distribución
Habita en las arenosas costas de Nueva Zelanda, en el Océano Pacífico.